# Nzakambay jezik
Nzakambay jezik (Mboum, Mbum, Mbum Nzakambay, Njakambai, Nzak Mbai, Nzaka Mbay, Nzakmbay; ISO 639-3: nzy), adamavski jezik iz podskupine Karang, šire skupine istočnih Mbum jezika kojim govori ukupno 18 500 ljudi u jugozapadnom Čadu  (2000) i 13 000 u središnjem Kamerunu (2000). 
Uči se u školama, pismo latinica. Ima nekoliko dijalekata, Gonge (Ngonge) u Kamerunu i Nzakambay i Zoli u Čadu

## Vanjske poveznice
- Ethnologue 14th  Arhivirana inačica izvorne stranice od 5. ožujka 2016. (Wayback Machine)
- Ethnologue 15th  Arhivirana inačica izvorne stranice od 6. ožujka 2016. (Wayback Machine)
- Ethnologue 16th  Arhivirana inačica izvorne stranice od 5. ožujka 2016. (Wayback Machine)